# Đường cao tốc Hoài Nhơn – Quy Nhơn
Đường cao tốc Hoài Nhơn – Quy Nhơn (ký hiệu toàn tuyến là CT.01) là một đoạn đường cao tốc thuộc hệ thống đường cao tốc Bắc – Nam phía Đông thuộc địa phận tỉnh Gia Lai hiện đang được xây dựng.

## Thiết kế
Tuyến đường có chiều dài là 69 km, với điểm đầu tại nút giao đường tỉnh 639 thuộc phường Bồng Sơn, tỉnh Gia Lai, kết nối với đường cao tốc Quảng Ngãi – Hoài Nhơn và điểm cuối tại nút giao Quốc lộ 19 thuộc phường An Nhơn Nam, tỉnh Gia Lai, kết nối với đường cao tốc Quy Nhơn – Chí Thạnh. Trong giai đoạn đầu, cao tốc được đầu tư 4 làn xe không có làn dừng khẩn cấp, bố trí một số điểm dừng khẩn cấp cách quãng 4 – 5 km/1 điểm, chiều rộng 17 m, vận tốc tối đa 80 – 90 km/h; giai đoạn hoàn chỉnh có quy mô 6 làn xe, chiều rộng đường 32,25m với tốc độ tối đa 120 km/h.

## Xây dựng
Tuyến đường có tổng mức đầu tư hơn 12.400 tỷ đồng, được khởi công vào ngày 1 tháng 1 năm 2023. Thời gian hoàn thành dự kiến của dự án là vào cuối năm 2025.

## Chi tiết tuyến đường

Bảng thông tin tốc độ cao tốc (Dự kiến khi khai thác)

### Làn xe
- 4 làn xe, có điểm dừng khẩn cấp

### Chiều dài
- Toàn tuyến: 69 km

### Tốc độ giới hạn
- Tối đa: 80 – 90 km/h, Tối thiểu: 60 km/h

## Lộ trình chi tiết
- IC - Nút giao, JCT - Điểm lên xuống, SA - Khu vực dịch vụ (Trạm dừng nghỉ), TN - Hầm đường bộ, TG - Trạm thu phí, BR - Cầu
- Đơn vị đo khoảng cách là km.

| Ký hiệu                                                    | Tên                                                        | Khoảng cách từ đầu tuyến                                   | Kết nối                                                    | Ghi chú                                                    | Vị trí                                                     |                                                            |
| Kết nối trực tiếp với Đường cao tốc Quảng Ngãi – Hoài Nhơn | Kết nối trực tiếp với Đường cao tốc Quảng Ngãi – Hoài Nhơn | Kết nối trực tiếp với Đường cao tốc Quảng Ngãi – Hoài Nhơn | Kết nối trực tiếp với Đường cao tốc Quảng Ngãi – Hoài Nhơn | Kết nối trực tiếp với Đường cao tốc Quảng Ngãi – Hoài Nhơn | Kết nối trực tiếp với Đường cao tốc Quảng Ngãi – Hoài Nhơn | Kết nối trực tiếp với Đường cao tốc Quảng Ngãi – Hoài Nhơn |
| ---------------------------------------------------------- | ---------------------------------------------------------- | ---------------------------------------------------------- | ---------------------------------------------------------- | ---------------------------------------------------------- | ---------------------------------------------------------- | ---------------------------------------------------------- |
| 1                                                          | IC Hoài Nhơn                                               | 1152                                                       | Đường tỉnh 639                                             | Đầu tuyến đường cao tốc Đang thi công                      | Bồng Sơn                                                   |                                                            |
| 2                                                          | IC Đường tỉnh 629                                          | 1153.3                                                     | Đường tỉnh 629                                             | Đang thi công                                              | Ân Hảo                                                     |                                                            |
| 3                                                          | IC Phù Mỹ                                                  | 1177.8                                                     | Đường tỉnh 638                                             | Đang thi công                                              | Phù Mỹ Tây                                                 |                                                            |
| SA                                                         | Trạm dừng nghỉ                                             | 1187.5                                                     |                                                            | Chưa thi công                                              | Phù Mỹ Nam                                                 |                                                            |
| 4                                                          | IC Đường tỉnh 634                                          | 1197                                                       | Đường tỉnh 634                                             | Đang thi công                                              | Hòa Hội                                                    |                                                            |
| BR                                                         | Cầu La Tinh                                                | ↓                                                          |                                                            | Vượt sông La Tinh Đang thi công                            | Hòa Hội                                                    |                                                            |
| 5                                                          | IC Quốc lộ 19B                                             | 1207.6                                                     | Quốc lộ 19B                                                | Đang thi công                                              | Bình Hiệp                                                  |                                                            |
| 6                                                          | IC Quy Nhơn                                                | 1221                                                       | Quốc lộ 19                                                 | Đang thi công                                              | An Nhơn Nam                                                |                                                            |
| Kết nối trực tiếp với Đường cao tốc Quy Nhơn – Chí Thạnh   |                                                            |                                                            |                                                            |                                                            |                                                            |                                                            |
| 1.000 mi = 1.609 km; 1.000 km = 0.621 mi                   |                                                            |                                                            |                                                            |                                                            |                                                            |                                                            |